# Męskie-żeńskie
Męskie-żeńskie – polski serial komediowy, którego reżyserem i jednocześnie aktorką grającą główną rolę jest Krystyna Janda.

## Opis fabuły
Głównymi bohaterkami są właścicielka galerii sztuki, samotna i niezależna Lilka Janicka, oraz jej córka Wanda - lekarz weterynarii. Serial opowiada o problemach współczesnych kobiet, a każdy odcinek tworzy odrębną całość.

## Lista odcinków
1. Wigilia
2. Ciąża
3. Narzeczony
4. Buty
5. Aktorka
6. Danie świąteczne

## Obsada
- Krystyna Janda − Lilka Janicka
- Maria Seweryn − Wanda Janicka
- Sylwester Maciejewski − Konrad Mazuś

| - Beata Zygarlicka − Wioletta Mazuś - Borys Szyc − Sylwek Mazuś - Anna Majcher − fryzjerka Bożenka - Teresa Szmigielówna − Wiesia - Joanna Pokojska − Gabrysia, właścicielka papugi Jadzi - Łukasz Nowicki − Andrzej, właściciel papugi Jadzi - Grzegorz Wons − bezdomny Kamiński - Wacław Szklarski − nieznajomy - Agnieszka Krukówna − Hania, przyjaciółka Wandy - Szymon Bobrowski − Marek, chłopak Hani - Andrzej Piszczatowski − mecenas Jarema Zawisza Potucki - Katarzyna Herman − adwokat - Michał Zieliński − klient Lilki - Wojciech Asiński − kelner - Rafał Mohr − Kot, chłopak Wandy - Kazimierz Wysota − Marian z Częstochowy - Anna Gornostaj − klientka - Robert Więckiewicz − pijak - Jerzy Klonowski − klient |  | - Piotr Bąk − klient - Daria Stańczyk − Zosia Jarosik - Edyta Olszówka − mama Zosi - Piotr Machalica − ojciec Zosi - Artur Janusiak − pielęgniarz - Jerzy Słonka − taksówkarz - Wiesława Mazurkiewicz − aktorka Hanna Motylanka - Adam Woronowicz − malarz Robert - Mirosław Zbrojewicz − sąsiad Motylanki - Mieczysław Kalenik − aktor - Wiktor Zatwarski − aktor - Rafał Rutkowski − fryzjer Paweł Kostrzewa - Marcin Perchuć − Sebastian Łowicki, partner Pawła - Grzegorz Warchoł − Zygfryd, ojciec Pawła - Maria Ciunelis − matka Pawła - Eliza Borowska − prostytutka Majka - Czesław Bogdański - Elżbieta Czerwińska - Marek Lelek |